# A Dainty Politician
A Dainty Politician er en amerikansk stumfilm fra 1910.